# Sumówko (gmina Zbiczno)
Sumówko – wieś w Polsce położona w województwie kujawsko-pomorskim, w powiecie brodnickim, w gminie Zbiczno.

## Podział administracyjny
W latach 1975–1998 miejscowość należała administracyjnie do województwa toruńskiego.

## Demografia
Według Narodowego Spisu Powszechnego (III 2011 r.) liczyło 188 mieszkańców. Jest dziewiątą co do wielkości miejscowością gminy Zbiczno.